# Robert Theuermeister
Robert Theuermeister (auch: Albert Robert Theuermeister, Pseudonym: Karl Albert Schöllenbach, * 24. August 1882 in Lützkowitz bei Zeitz; † 18. August 1945 in Ammendorf bei Halle (Saale)) war ein deutscher Pädagoge und Schriftsteller.

## Leben
Robert Theuermeister wirkte nach seiner Ausbildung zum Volksschullehrer von 1904 bis zu seiner Pensionierung im Jahre 1944 als Lehrer in Weißenfels und Ammendorf; zuletzt war er Konrektor. Daneben schrieb er erzählende Werke und Sachbücher für Kinder. Von 1920 bis 1924 gab er die wöchentlich erscheinende Zeitung Für unsere Kinder heraus. Theuermeister war im Rahmen der Alkohol-Abstinenzbewegung engagiertes Mitglied des Guttempler-Ordens; während des Dritten Reiches stand er den Nationalsozialisten nahe und veröffentlichte systemkonforme Bücher. Von den während dieser Zeit erschienenen Werken Theuermeisters standen nach 1945 in der Sowjetzone und der frühen DDR vier Titel auf der Liste der auszusondernden Literatur.

## Werke
- Unser Körperhaus. Leipzig 1909
- Von Steinbeil und Urne. Leipzig 1911
- Im Märchenlande. Leipzig 1912
- Vom Luftballon zum Zeppelin. Leipzig 1914
- Wilm Heinrich Berthold. Leipzig 1915 (unter dem Namen Karl Albert Schöllenbach)
- Der heimliche König. Leipzig 1919 (unter dem Namen Karl Albert Schöllenbach)
- Blauäugelein. Weißenfels a.S. 1920
- Der Kampf um das lebenslängliche Gelübde. Weißenfels a.S. 1920
- Am Brunnen vor dem Tore …! Halle a.S. 1922
- Wenn ich ein Vöglein wär …! Halle a.S. 1922
- Am Osterwasser. Querfurt 1926
- Das Sonnenherz. Querfurt 1927
- Mutter Zukunft. Querfurt 1928 (unter dem Namen K. A. Schöllenbach)
- Einer Mutter Arbeitstag. Leipzig 1933 (unter dem Namen Albert Robert Theuermeister)
- Martin Luther, der deutsche Gotteskämpfer. Halle 1934 (unter dem Namen Albert Robert Theuermeister)
- Ein Kampf für Deutschland. Halle 1935 (unter dem Namen Albert Robert Theuermeister)
- Albert Leo Schlageter. Halle 1936
- Die Jugend von Langemarck. Halle 1936 (unter dem Namen Albert Robert Theuermeister)
- Ein Volksfeind. Berlin 1936
- Komische Käuze. Stuttgart 1938
- Pimpfe auf Großfahrt zu Denkmälern der Vorgeschichte. Breslau (unter dem Namen Albert Robert Theuermeister)
  - 1. Die Jungsteinzeit. 1939
  - 2. Die Bronzezeit. 1939

## Herausgeberschaft
- Festschrift zum Jugendtage von Deutschlands Großloge II des Internationalen Guttemplerordens, Pfingsten 1914, zu Weißenfels a. Saale. Weißenfels a.S. 1914
- Das Büchlein „Frisch-auf“! Hamburg 1920
- Gedichte neudeutscher Jugend „Es taget in dem Osten …“. Heilbronn a.N. 1921 (herausgegeben unter dem Namen Karl Albert Schöllenbach zusammen mit Hanns Altermann)
- Die Heimat in alter Zeit. Querfurt 1925
- Hans Herrig: Die Kristnacht. Leipzig 1925
- Amtliche Fürsorge zur Abwehr des Alkoholismus. Hamburg 1926
- Zwischen Wartburg und Leunawerk. Frankfurt a. M. (herausgegeben zusammen mit Hugo Bonitz und Paul Thieme)
  - 1. Für das 3. und 4. Grundschuljahr. 1926